# Atlantiska orkansäsongen 1992
Den atlantiska orkansäsongen 1992 pågick officiellt från den 1 juni 1992 till den 30 november 1992. Historiskt sett bildas de allra flesta tropiska cyklonerna under denna period på året. Fast säsongen började tidigt med den Subtropiska stormen Ett som bildades i april. Även om säsongen hade en aktiv start, var den inaktiv i slutet. den totala aktiviteten av under genomsnittet, troligtvis på grund av en kraftig El Niño som varade mellan åren 1991 till 1994.
Säsongens mest noterbara storm var Orkanen Andrew, den mest kostsamma naturkatastrofen i USA:s historia tills Orkanen Katrina 2005, och den tredje kategori 5-orkanen som drog in över land i USA. Flera av säsongens stormar drog in över land vid ovanliga ställen, med Orkanen Bonnie och Orkanen Charley som båda träffade Azorerna, medan den Tropiska storm Danielle drog in över land vid Delmarvahalvön i Virginia.